# Elezioni politiche in Italia del 1983
Le elezioni politiche in Italia del 1983 per il rinnovo dei due rami del Parlamento Italiano – la Camera dei deputati e il Senato della Repubblica – si tennero domenica 26 e lunedì 27 giugno 1983.
Le consultazioni videro ancora una volta la Democrazia Cristiana primeggiare sul Partito Comunista Italiano, tuttavia il brusco calo di consensi della DC portò il divario tra i due storici avversari a soli tre punti percentuali, ovvero poco più di un milione di voti, mai così ridotto nella storia repubblicana. Complessivamente la coalizione governativa del pentapartito (DC-PSI-PRI-PSDI-PLI) mantenne la maggioranza assoluta dei voti grazie al rafforzamento dei socialisti e degli altri partiti minori che compensarono quasi del tutto l'arretramento democristiano. Infine, la destra missina tornò a crescere ottenendo il suo secondo miglior risultato mentre i radicali subirono un deciso ridimensionamento.

## Sistema di voto
Le elezioni politiche del 1983 si tennero con il sistema di voto introdotto con il decreto legislativo luogotenenziale n. 74 del 10 marzo 1946, dopo essere stato approvato dalla Consulta Nazionale il 23 febbraio 1946. Concepito per gestire le elezioni dell'Assemblea Costituente previste per il successivo 2 giugno, il sistema fu poi recepito come normativa elettorale per la Camera dei deputati con la legge n. 6 del 20 gennaio 1948.
Per quanto riguarda il Senato della Repubblica, i criteri di elezione vennero stabiliti con la legge n. 29 del 6 febbraio 1948 la quale, rispetto a quella per la Camera, conteneva alcuni piccoli correttivi in senso maggioritario, pur mantenendosi anch'essa in un quadro largamente proporzionale. Secondo la suddetta legge del 1946, i partiti presentavano in ogni circoscrizione una lista di candidati.
L'assegnazione di seggi alle liste circoscrizionali avveniva con un sistema proporzionale utilizzando il metodo dei divisori con quoziente Imperiali; determinato il numero di seggi guadagnati da ciascuna lista, venivano proclamati eletti i candidati che, all'interno della stessa, avessero ottenuto il maggior numero di preferenze da parte degli elettori, i quali potevano esprimere il loro gradimento per un massimo di quattro candidati.
I seggi e i voti residuati a questa prima fase venivano raggruppati poi nel collegio unico nazionale, all'interno del quale gli scranni venivano assegnati sempre col metodo dei divisori, ma utilizzando ora il quoziente Hare naturale ed esaurendo il calcolo tramite il metodo dei più alti resti. Differentemente dalla Camera, la legge elettorale del Senato si articolava su base regionale, seguendo il dettato costituzionale (art. 57).
Ogni Regione era suddivisa in molti collegi uninominali. All'interno di ciascun collegio, veniva eletto il candidato che avesse raggiunto il quorum del 65% delle preferenze: tale soglia, oggettivamente di difficilissimo conseguimento, tradiva l'impianto proporzionale su cui era concepito anche il sistema elettorale della Camera Alta. Qualora, come normalmente avveniva, nessun candidato avesse conseguito l'elezione, i voti di tutti i candidati venivano raggruppati in liste di partito a livello regionale, dove i seggi venivano allocati utilizzando il metodo D'Hondt delle maggiori medie statistiche e quindi, all'interno di ciascuna lista, venivano dichiarati eletti i candidati con le migliori percentuali di preferenza.

### Circoscrizioni
Il territorio nazionale italiano venne suddiviso alla Camera dei deputati in 32 circoscrizioni plurinominali e al Senato della Repubblica in 20 circoscrizioni plurinominali, corrispondenti alle regioni italiane.

#### Circoscrizioni della Camera dei deputati

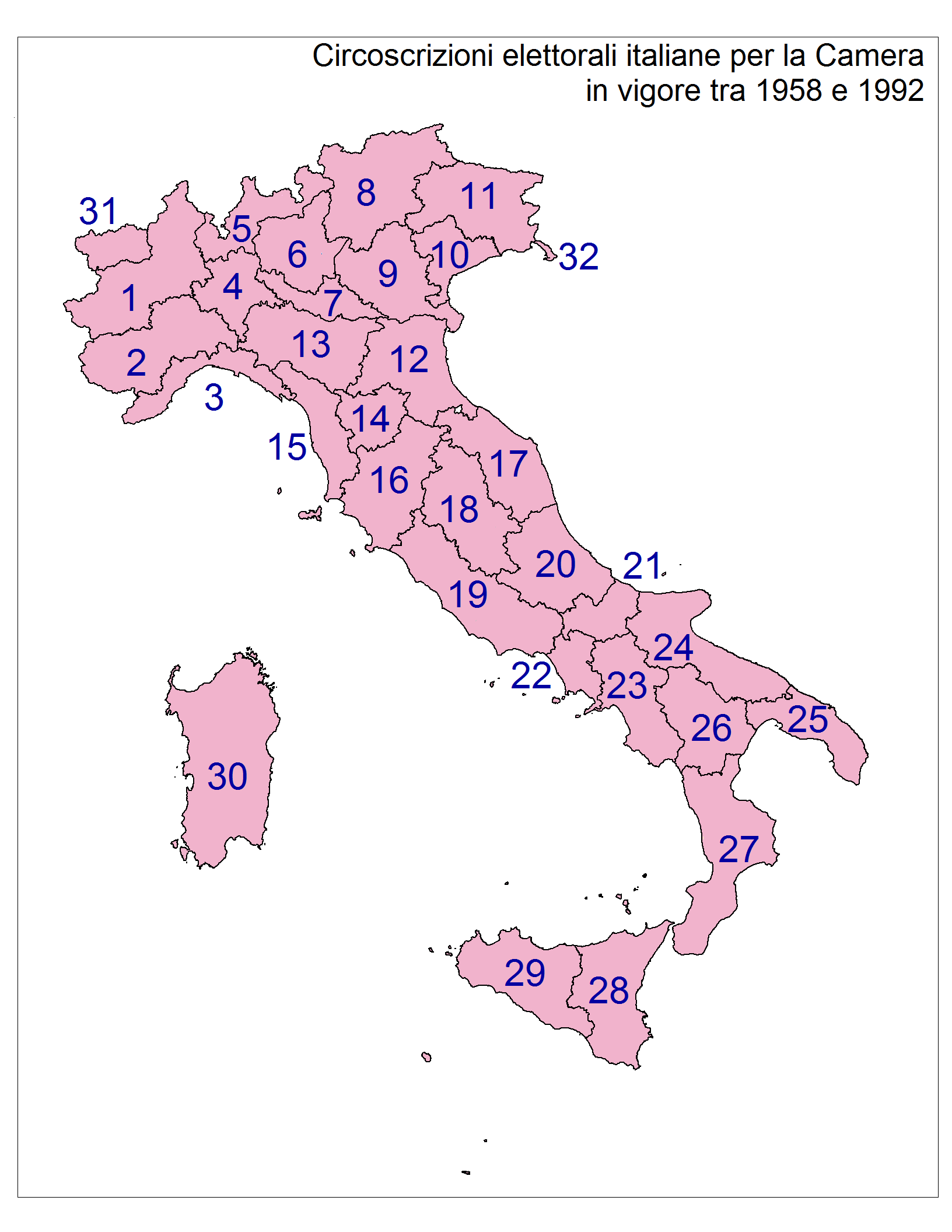
Le circoscrizioni per la Camera dei deputati.

Le circoscrizioni della Camera dei deputati furono le seguenti:
1. Torino (Torino, Novara, Vercelli);
2. Cuneo (Cuneo, Alessandria, Asti);
3. Genova (Genova, Imperia, La Spezia, Savona);
4. Milano (Milano, Pavia);
5. Como (Como, Sondrio, Varese);
6. Brescia (Brescia, Bergamo);
7. Mantova (Mantova, Cremona);
8. Trento (Trento, Bolzano);
9. Verona (Verona, Padova, Vicenza, Rovigo);
10. Venezia (Venezia, Treviso);
11. Udine (Udine, Belluno, Gorizia);
12. Bologna (Bologna, Ferrara, Ravenna, Forlì);
13. Parma (Parma, Modena, Piacenza, Reggio Emilia);
14. Firenze (Firenze, Pistoia);
15. Pisa (Pisa, Livorno, Lucca, Massa e Carrara);
16. Siena (Siena, Arezzo, Grosseto);
17. Ancona (Ancona, Pesaro, Macerata, Ascoli Piceno);
18. Perugia (Perugia, Terni, Rieti);
19. Roma (Roma, Viterbo, Latina, Frosinone);
20. L'Aquila (Aquila, Pescara, Chieti, Teramo);
21. Campobasso (Campobasso, Isernia);
22. Napoli (Napoli, Caserta);
23. Benevento (Benevento, Avellino, Salerno);
24. Bari (Bari, Foggia);
25. Lecce (Lecce, Brindisi, Taranto);
26. Potenza (Potenza, Matera);
27. Catanzaro (Catanzaro, Cosenza, Reggio Calabria);
28. Catania (Catania, Messina, Siracusa, Ragusa, Enna);
29. Palermo (Palermo, Trapani, Agrigento, Caltanissetta);
30. Cagliari (Cagliari, Sassari, Nuoro, Oristano);
31. Valle d'Aosta (Aosta);
32. Trieste (Trieste).

#### Circoscrizioni del Senato della Repubblica

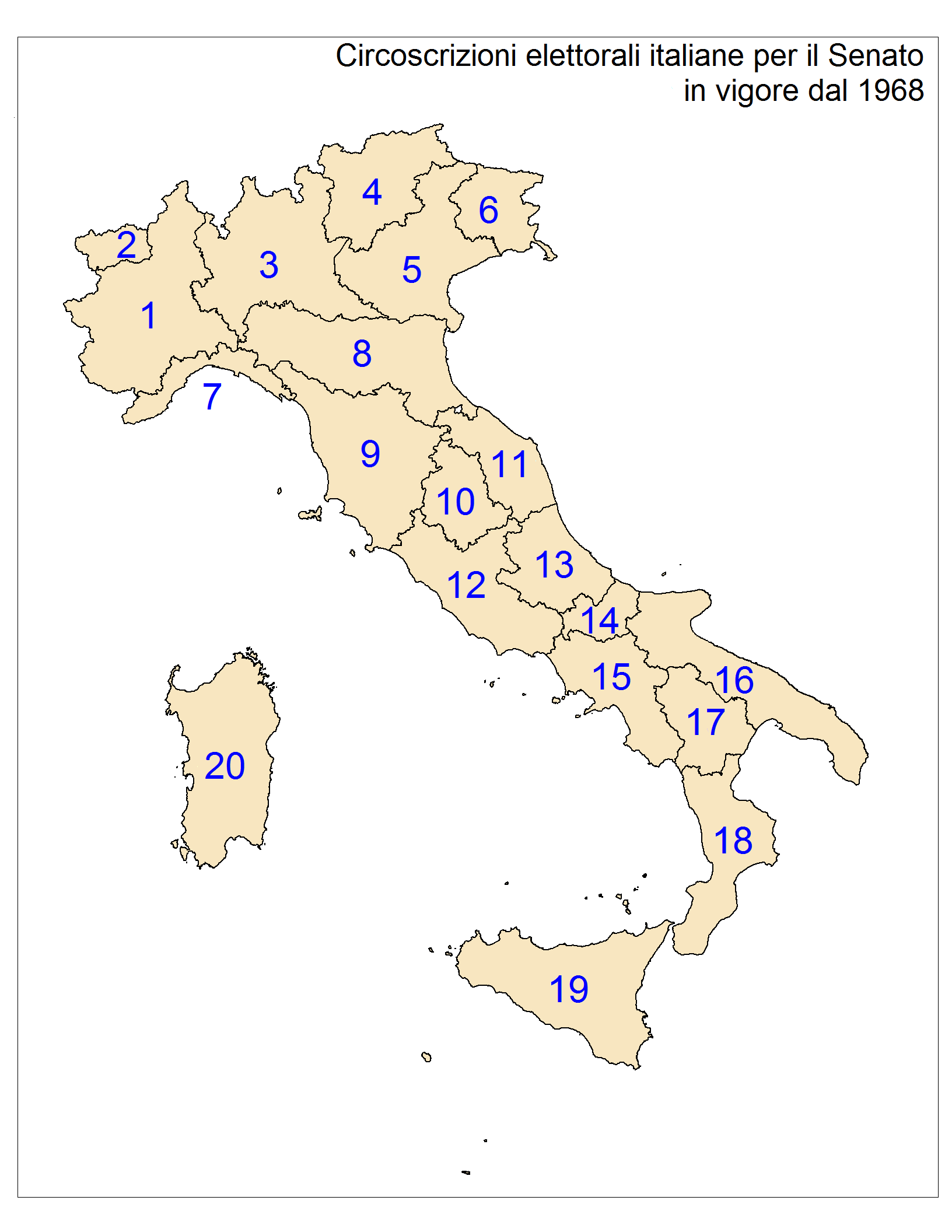
Le circoscrizioni per il Senato della Repubblica.

Le circoscrizioni del Senato della Repubblica invece erano le seguenti:

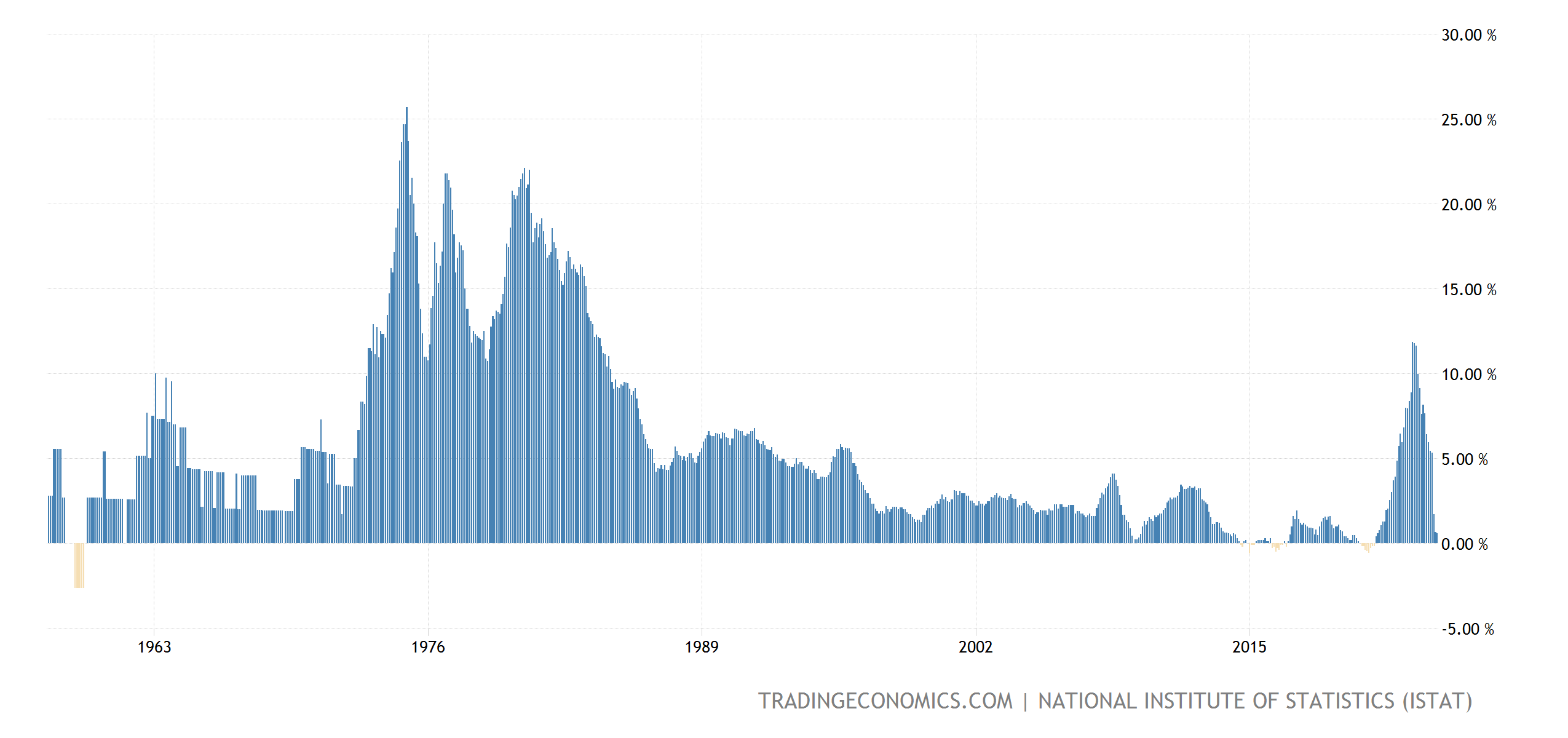
Andamento dell'inflazione dell'Italia dal 1962 al 2022

1. Piemonte;
2. Valle D'Aosta;
3. Lombardia;
4. Trentino-Alto Adige;
5. Veneto;
6. Friuli-Venezia Giulia;
7. Liguria;
8. Emilia-Romagna;
9. Toscana;
10. Umbria;
11. Marche;
12. Lazio;
13. Abruzzo;
14. Molise;
15. Campania;
16. Puglia;
17. Basilicata;
18. Calabria;
19. Sicilia;
20. Sardegna.

## Quadro politico
Dalla fine degli anni settanta l'Italia subì un processo di rinnovamento della produzione industriale il cui fine consisteva nel rendere l'attività dell'impresa totalmente aderente al prodotto e alla domanda delegando all'esterno molti servizi accessori, evitando l'utilizzo di magazzini e favorendo la nascita di una fitta rete di piccole e medie imprese altamente specializzate. Contemporaneamente si verificò un notevole aumento del benessere materiale e del PIL, tanto che alcuni osservatori parlano di un nuovo boom economico dopo quello degli anni cinquanta e sessanta. Tuttavia lo stato doveva affrontare il problema dell'inflazione molto elevata e del disavanzo pubblico fuori controllo.

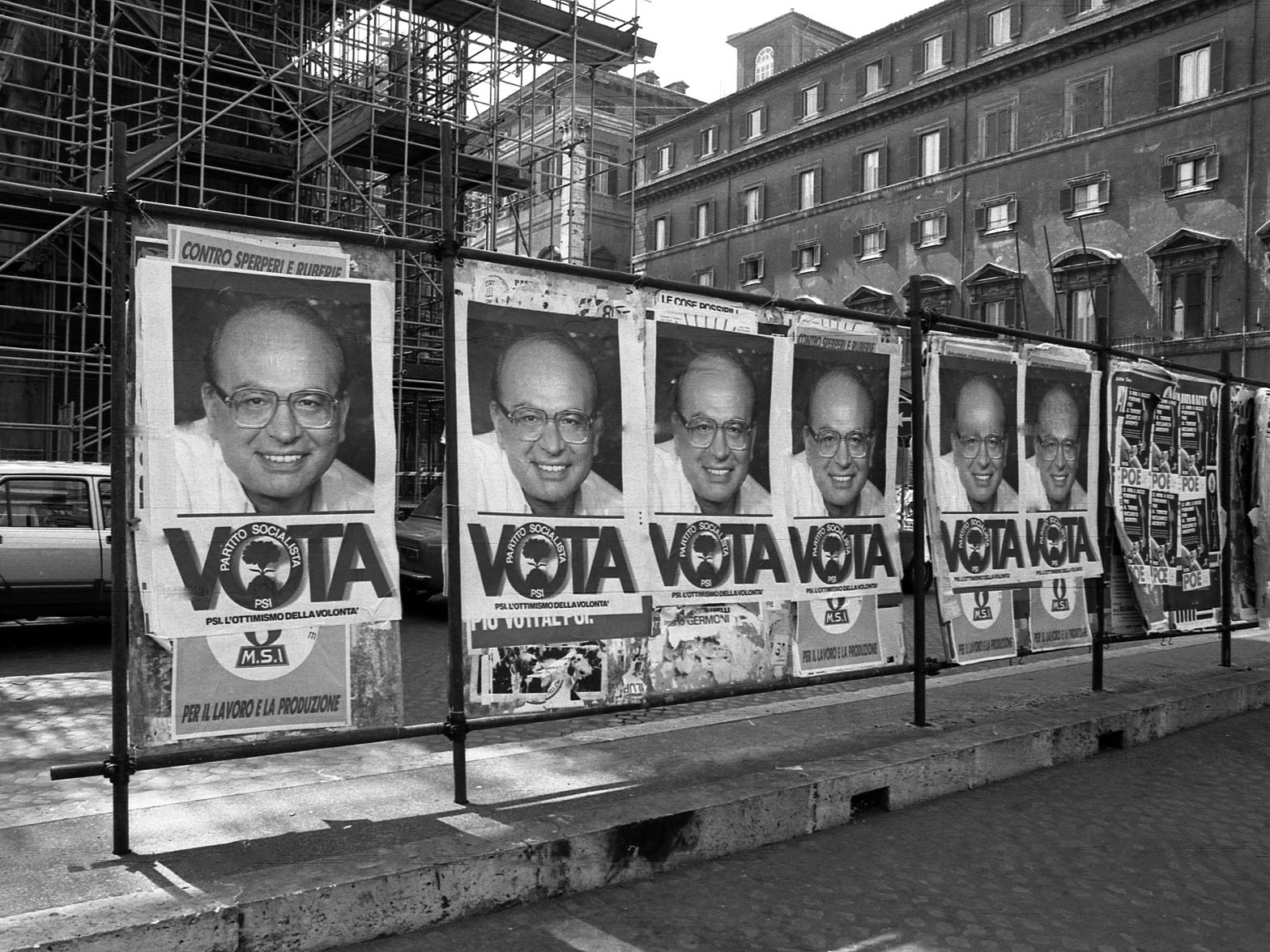
Manifesti elettorali del PSI per la campagna elettorale del 1983, lungo Via del Corso a Roma.

Questo periodo vide inoltre un notevole indebolimento dei sindacati, usciti vittoriosi dall'autunno caldo, sia perché la nuova organizzazione industriale sfavoriva la diffusione delle attività sindacali, poco presenti nelle realtà medio-piccole, sia per gli eventi legati alla marcia dei quadri intermedi FIAT nel 1980 contro lo sciopero ad oltranza degli operai, che segnò una pesante sconfitta per i sindacati costretti a cedere alle richieste della casa torinese.
In questo contesto la politica italiana aveva definitivamente abbandonato l'ipotesi di aperture al PCI, che sembrava ormai aver arrestato la sua ascesa, e aveva quindi formalizzato nel 1981 la nascita della coalizione del pentapartito che comprendeva tutti i principali partiti all'infuori di comunisti, missini e radicali. La nuova fase politica si aprì con i governi presieduti dal leader repubblicano Giovanni Spadolini, primo esponente non democristiano a presiedere un Governo della Repubblica, dal momento che alla base dall'accordo di coalizione vi era il principio che i partiti minori godessero degli stessi diritti politici dei democristiani, compresa la possibilità di guidare l'esecutivo. Gli sforzi dell'esecutivo si concentrarono sulla riduzione dell'inflazione, ma dopo poco più di un anno il Governo cadde per la cosiddetta «lite delle comari». Ne seguì un Governo presieduto dal democristiano Amintore Fanfani. Anche questo però ebbe vita breve, poiché nella primavera del 1983 il segretario socialista Bettino Craxi sfiduciò l'esecutivo, ritenendo che la sua parte fosse ormai abbastanza forte da affrontare le elezioni e guidare il Governo. Furono quindi indette dal Presidente della Repubblica Sandro Pertini le elezioni anticipate.

### Principali forze politiche
| Partito | Partito                                                | Collocazione     | Ideologia principale      | Segretario         | Foto |
| ------- | ------------------------------------------------------ | ---------------- | ------------------------- | ------------------ | ---- |
|         | Democrazia Cristiana (DC)                              | Centro           | Cristianesimo democratico | Ciriaco De Mita    |      |
|         | Partito Comunista Italiano (PCI)                       | Sinistra         | Eurocomunismo             | Enrico Berlinguer  |      |
|         | Partito Socialista Italiano (PSI)                      | Centro-sinistra  | Socialismo liberale       | Bettino Craxi      |      |
|         | Movimento Sociale Italiano - Destra Nazionale (MSI-DN) | Estrema destra   | Neofascismo               | Giorgio Almirante  |      |
|         | Partito Repubblicano Italiano (PRI)                    | Centro           | Repubblicanesimo          | Giovanni Spadolini |      |
|         | Partito Socialista Democratico Italiano (PSDI)         | Centro-sinistra  | Socialdemocrazia          | Pietro Longo       |      |
|         | Partito Liberale Italiano (PLI)                        | Centro-destra    | Liberalismo               | Valerio Zanone     |      |
|         | Partito Radicale (PR)                                  | Centro-sinistra  | Radicalismo               | Marco Pannella     |      |
|         | Democrazia Proletaria (DP)                             | Estrema sinistra | Comunismo                 | Mario Capanna      |      |

## Risultati

### Camera dei deputati

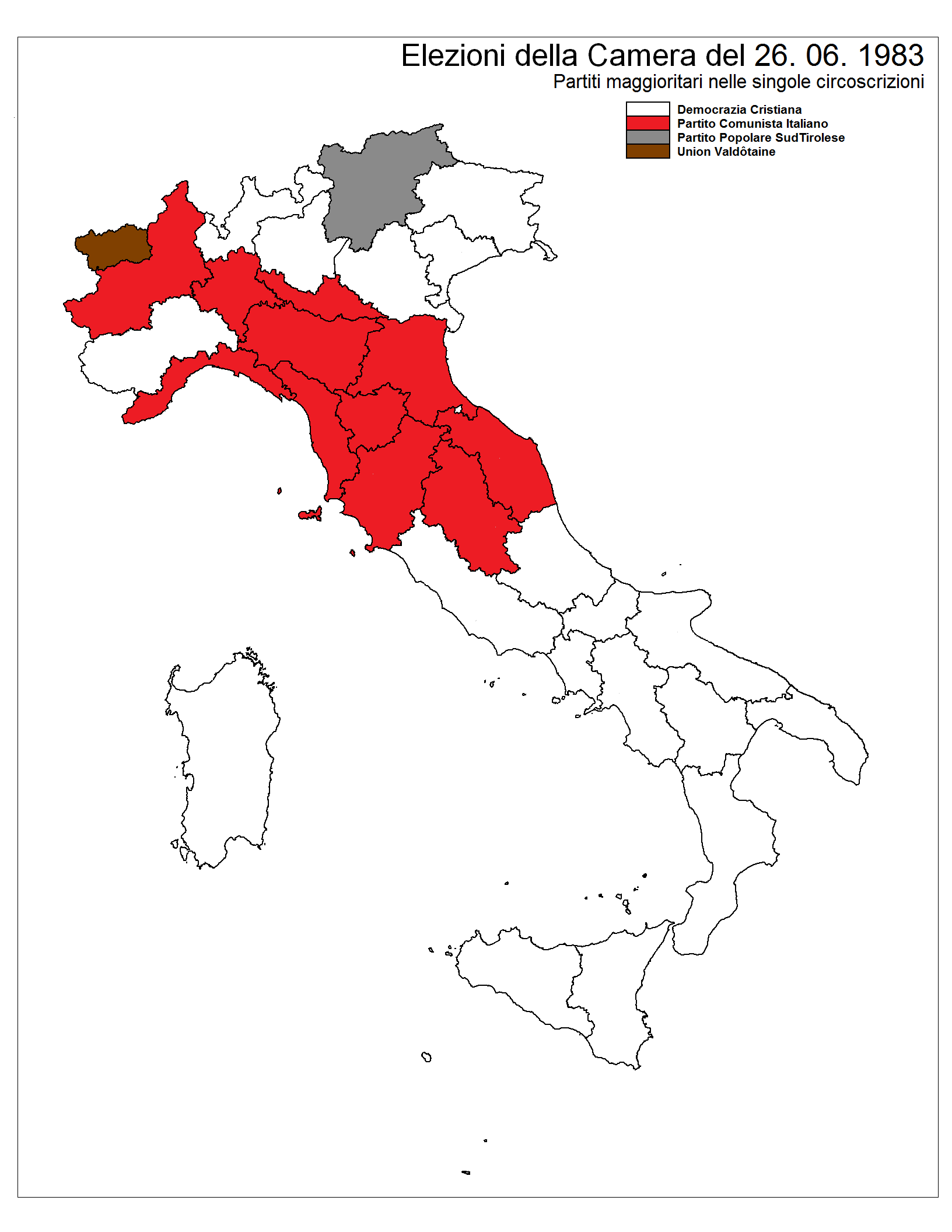
Partiti maggioritari nelle singole circoscrizioni elettorali.

|         |                                                             |            |        |       |                |         |
| Partito | Partito                                                     | Voti       | %      | Seggi | Differenza (%) | /       |
|         | Democrazia Cristiana (DC)                                   | 12.153.081 | 32,93  | 225   | 5,37           | 37      |
|         | Partito Comunista Italiano (PCI)                            | 11.032.318 | 29,89  | 198   | 0,49           | 3       |
|         | Partito Socialista Italiano (PSI)                           | 4.223.362  | 11,44  | 73    | 1,63           | 11      |
|         | Movimento Sociale Italiano - Destra Nazionale (MSI-DN)      | 2.511.487  | 6,81   | 42    | 1,55           | 12      |
|         | Partito Repubblicano Italiano (PRI)                         | 1.874.512  | 5,08   | 29    | 2,05           | 13      |
|         | Partito Socialista Democratico Italiano (PSDI)              | 1.508.234  | 4,09   | 23    | 0,25           | 3       |
|         | Partito Liberale Italiano (PLI)                             | 1.066.980  | 2,89   | 16    | 0,95           | 7       |
|         | Partito Radicale (PR)                                       | 809.810    | 2,19   | 11    | 1,26           | 7       |
|         | Democrazia Proletaria (DP)                                  | 542.039    | 1,47   | 7     | -              | 7       |
|         | Partito Nazionale Pensionati                                | 503.461    | 1,36   | 0     | -              | -       |
|         | Südtiroler Volkspartei (SVP)                                | 184.940    | 0,50   | 3     | 0,06           | 1       |
|         | Liga Veneta (LV)                                            | 125.311    | 0,34   | 1     | -              | 1       |
|         | Lista per Trieste (LpT)                                     | 92.101     | 0,25   | 0     | -              | 1       |
|         | Partito Sardo d'Azione (PSd'Az)                             | 91.923     | 0,25   | 1     | 0,2            | 1       |
|         | Vallée d'Aoste - Autonomie Progrès Fédéralisme (UV-UVP-DEP) | 28.086     | 0,08   | 1     | 0,01           | Stabile |
|         | Altre liste                                                 | 158.360    | 0,43   | 0     | -              | 6       |
| Totale  | Totale                                                      | 36.906.005 | 100,00 | 630   |                |         |

### Senato della Repubblica

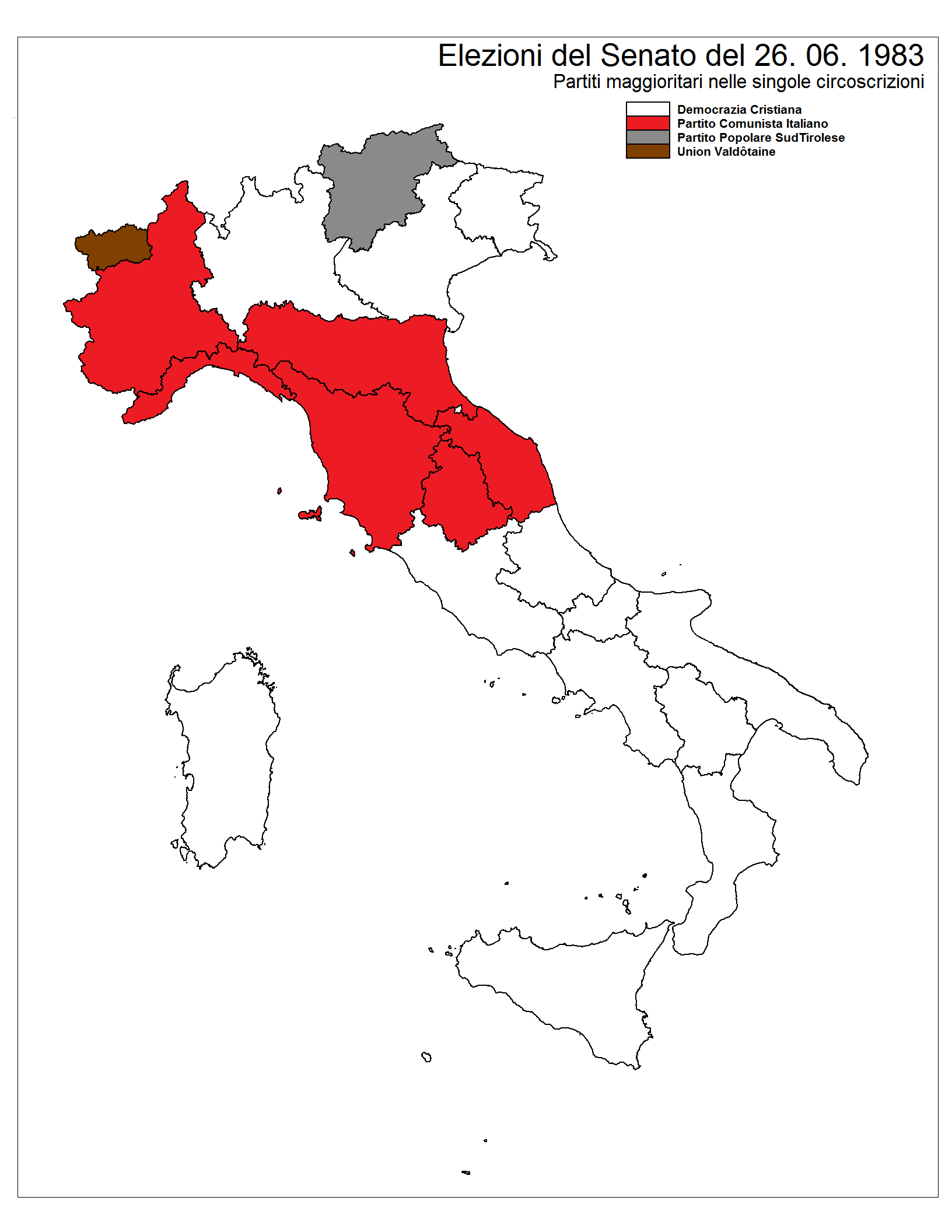
Partiti maggioritari nelle singole circoscrizioni elettorali.

|         |                                                             |            |        |       |                |         |
| Partito | Partito                                                     | Voti       | %      | Seggi | Differenza (%) | /       |
|         | Democrazia Cristiana (DC)                                   | 10.077.204 | 32,41  | 120   | 5,93           | 18      |
|         | Partito Comunista Italiano (PCI)                            | 9.577.071  | 30,81  | 107   | 0,64           | 2       |
|         | Partito Socialista Italiano (PSI)                           | 3.539.593  | 11,39  | 38    | 1,01           | 6       |
|         | Movimento Sociale Italiano - Destra Nazionale (MSI-DN)      | 2.283.524  | 7,35   | 18    | 1,66           | 5       |
|         | Partito Repubblicano Italiano (PRI)                         | 1.452.279  | 4,67   | 10    | 1,31           | 5       |
|         | Partito Socialista Democratico Italiano (PSDI)              | 1.184.936  | 3,81   | 8     | 0,41           | 1       |
|         | Partito Liberale Italiano (PLI)                             | 834.771    | 2,69   | 6     | 0,48           | 4       |
|         | Partito Radicale (PR)                                       | 548.229    | 1,76   | 1     | 0,44           | 1       |
|         | Südtiroler Volkspartei (SVP)                                | 157.444    | 0,51   | 3     | -              | Stabile |
|         | PLI - PRI                                                   | 127.504    | 0,41   | 1     | -              | -       |
|         | Liga Veneta (LV)                                            | 91.171     | 0,29   | 1     | -              | 1       |
|         | Partito Sardo d'Azione (PSd'Az)                             | 76.797     | 0,25   | 1     | -              | 1       |
|         | Vallée d'Aoste - Autonomie Progrès Fédéralisme (UV-UVP-DEP) | 26.547     | 0,09   | 1     | -              | Stabile |
|         | Altre liste                                                 | 1.111.941  | 3,57   | 0     | -              | -       |
| Totale  | Totale                                                      | 31.089.011 | 100,00 | 315   |                |         |

## Analisi territoriale del voto
La Democrazia Cristiana subisce un forte calo di consensi che si concretizza in un consistente arretramento in quasi tutto il territorio nazionale. Complessivamente, per 18 senatori e 37 deputati. In particolare i democristiani registrano le perdite più consistenti in Veneto (-8%), Sicilia, Sardegna e nella Provincia di Bari (-9%). Subiscono invece cali più contenuti in Friuli-Venezia Giulia e nel Centro Italia mentre, in controtendenza, la DC aumenta i propri consensi in Basilicata e Molise dove ottiene il suo miglior risultato superando il 55% dei voti. Queste ultime due regioni, insieme a Triveneto, Alta Lombardia, Abruzzo e Campania, risultano le più favorevoli allo scudo crociato. Al contrario le «Regioni Rosse» e il Nord-Ovest si mantengono ostili ai democristiani mentre nel resto del Centro-Sud la DC ottiene consensi in linea con la media nazionale.

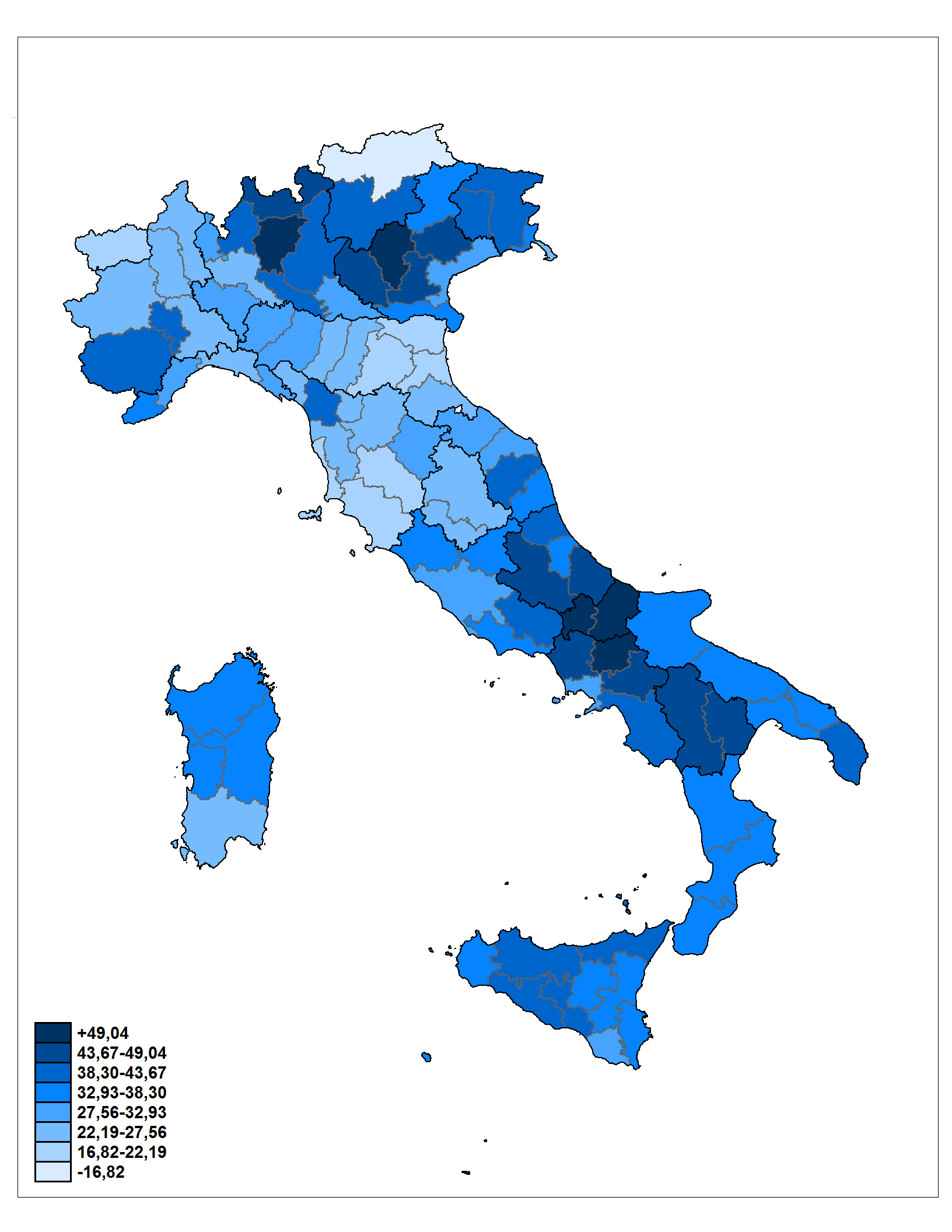
Democrazia Cristiana.
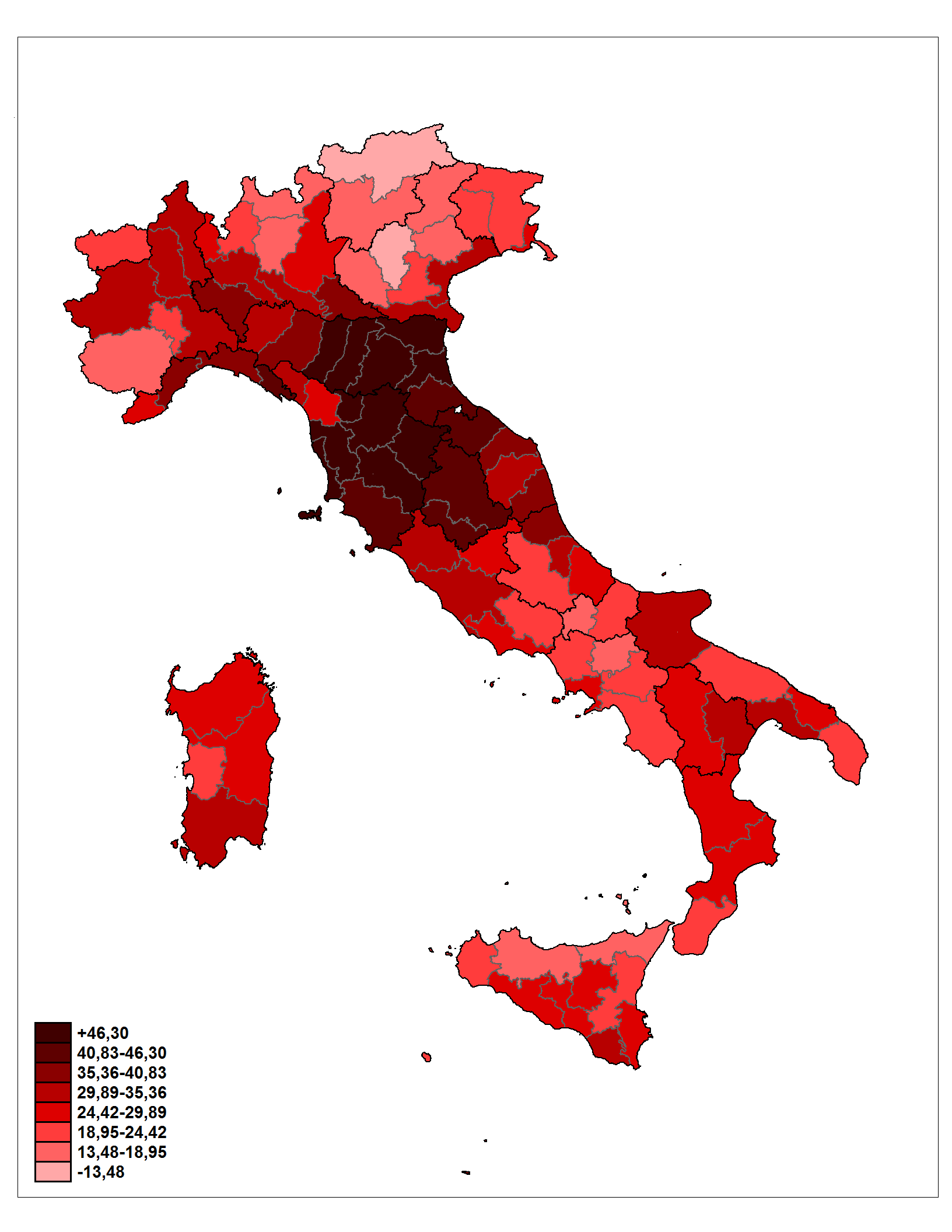
Partito Comunista Italiano.
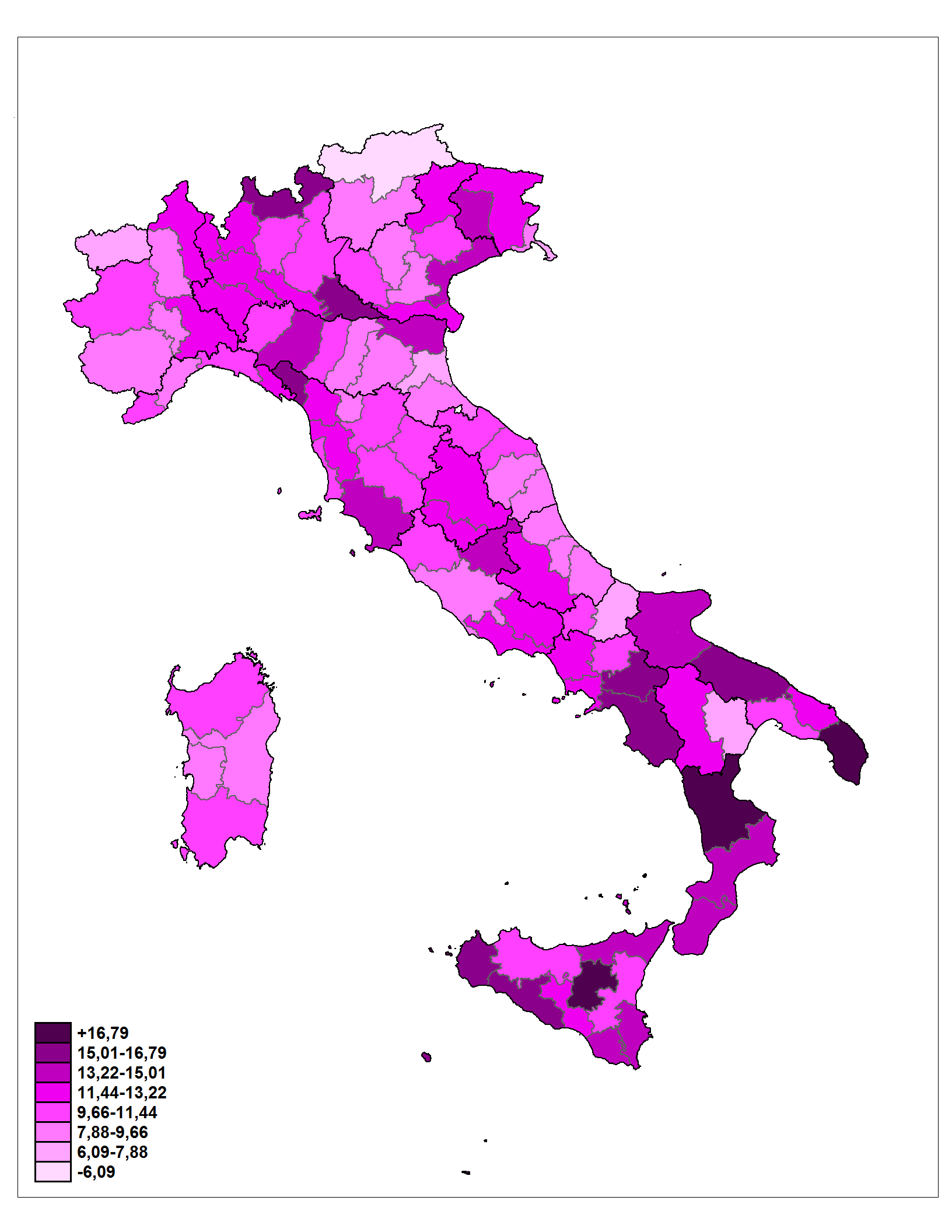
Partito Socialista Italiano.
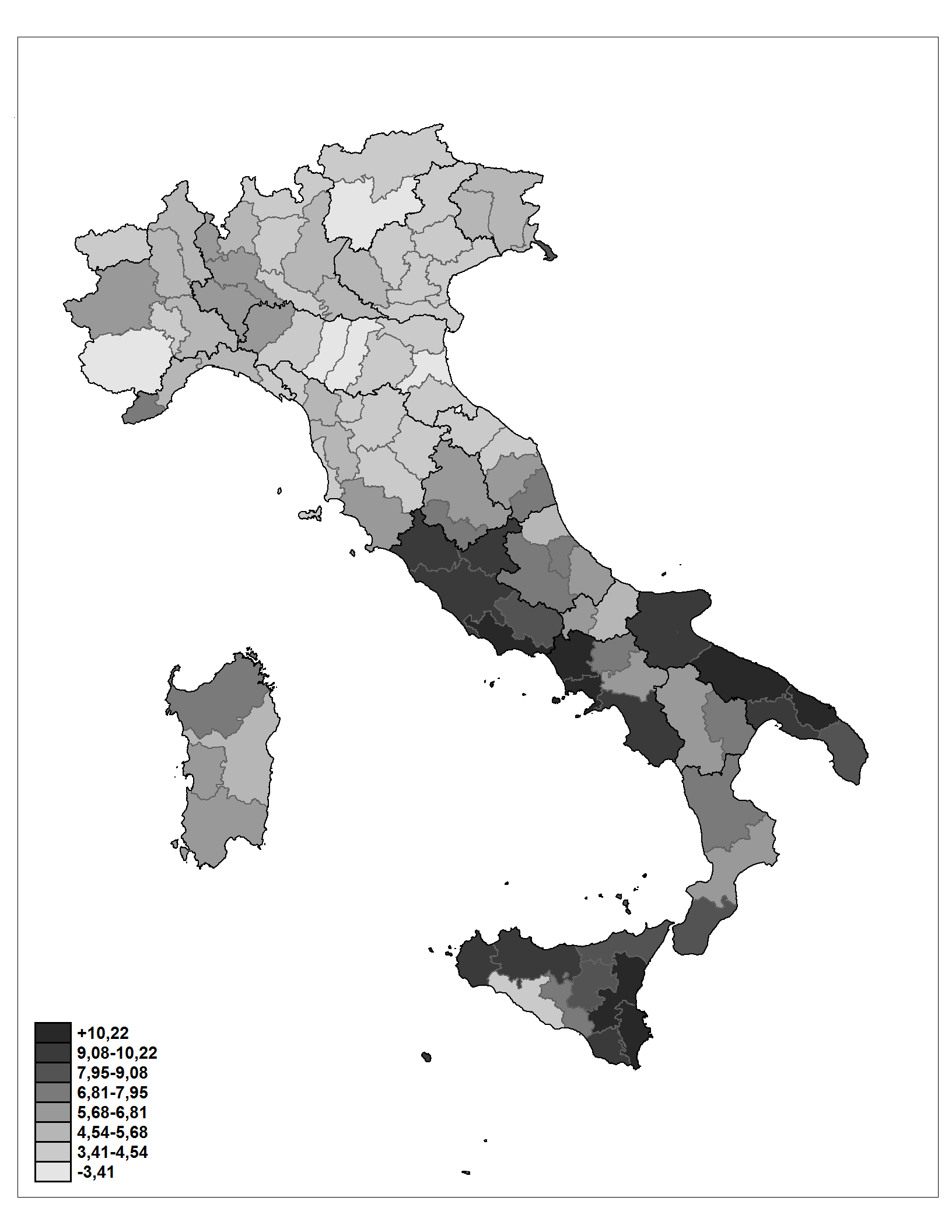
Movimento Sociale Italiano.
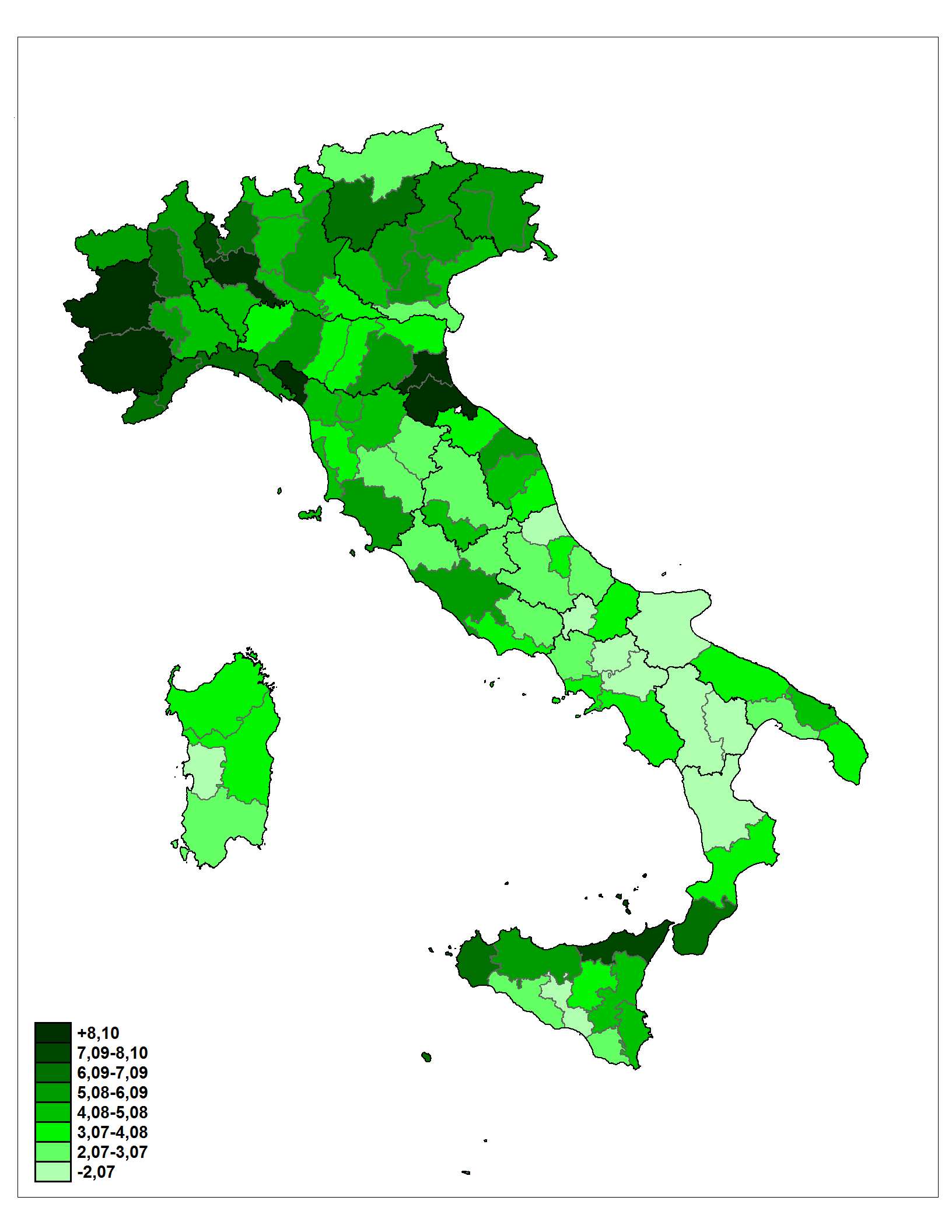
Partito Repubblicano Italiano.
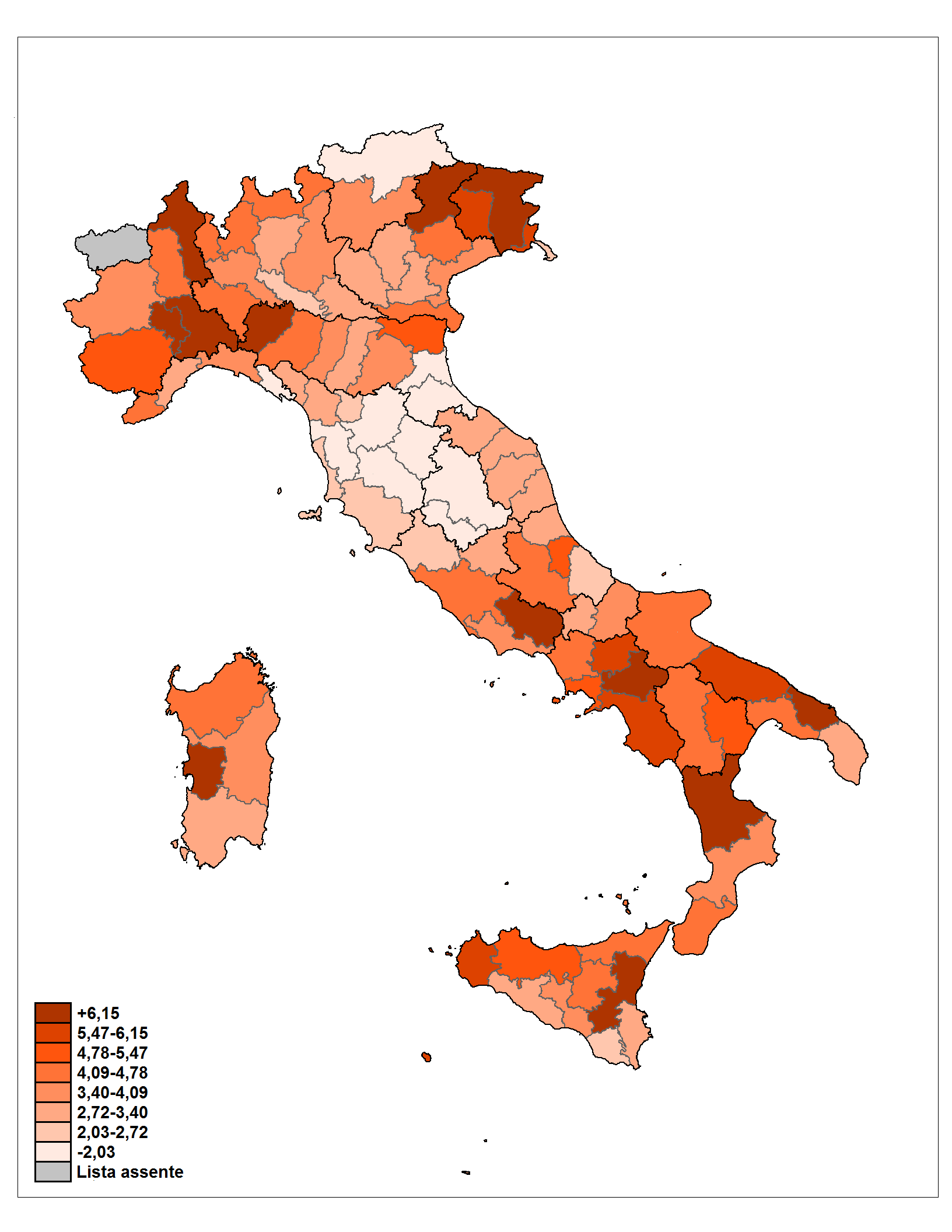
Partito Socialista Democratico Italiano.
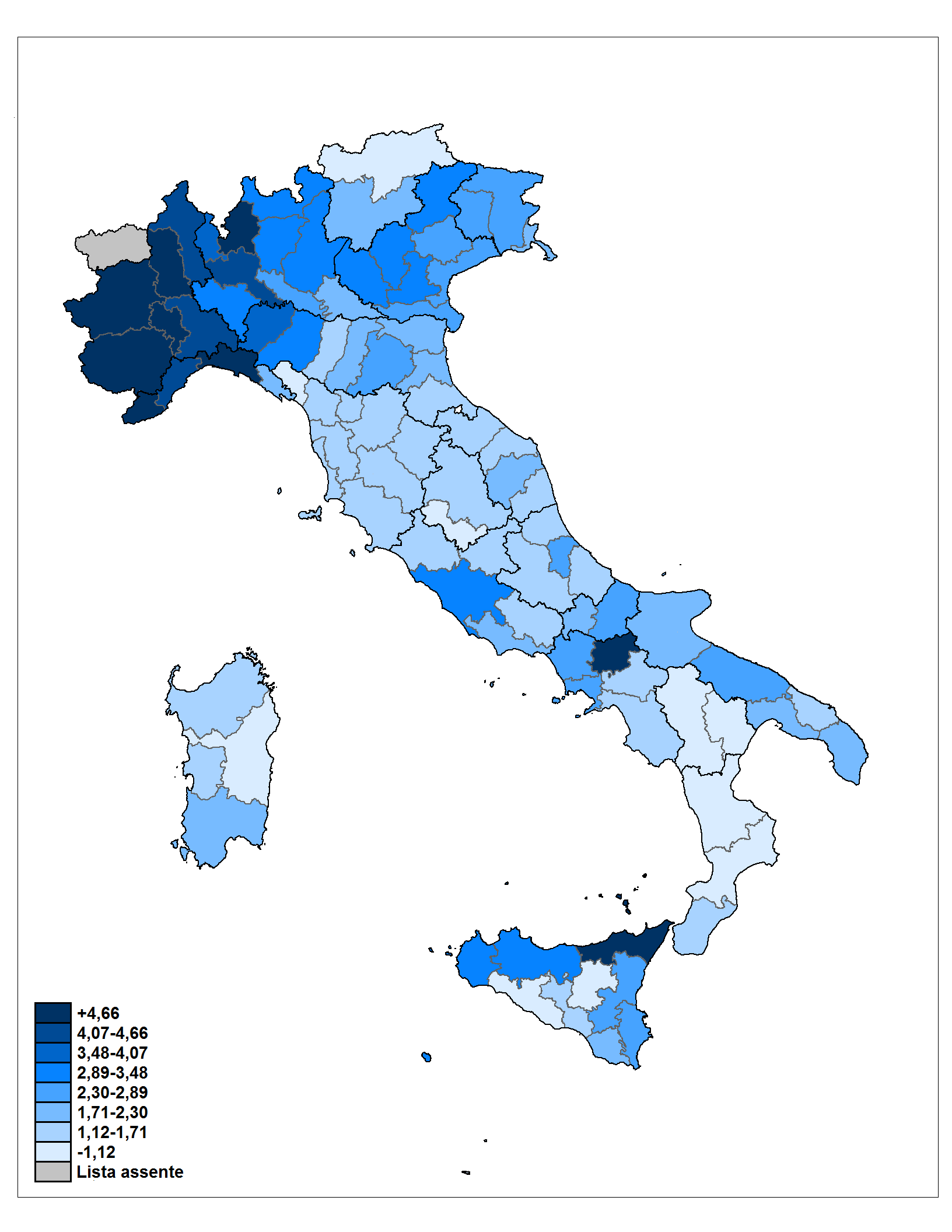
Partito Liberale Italiano.
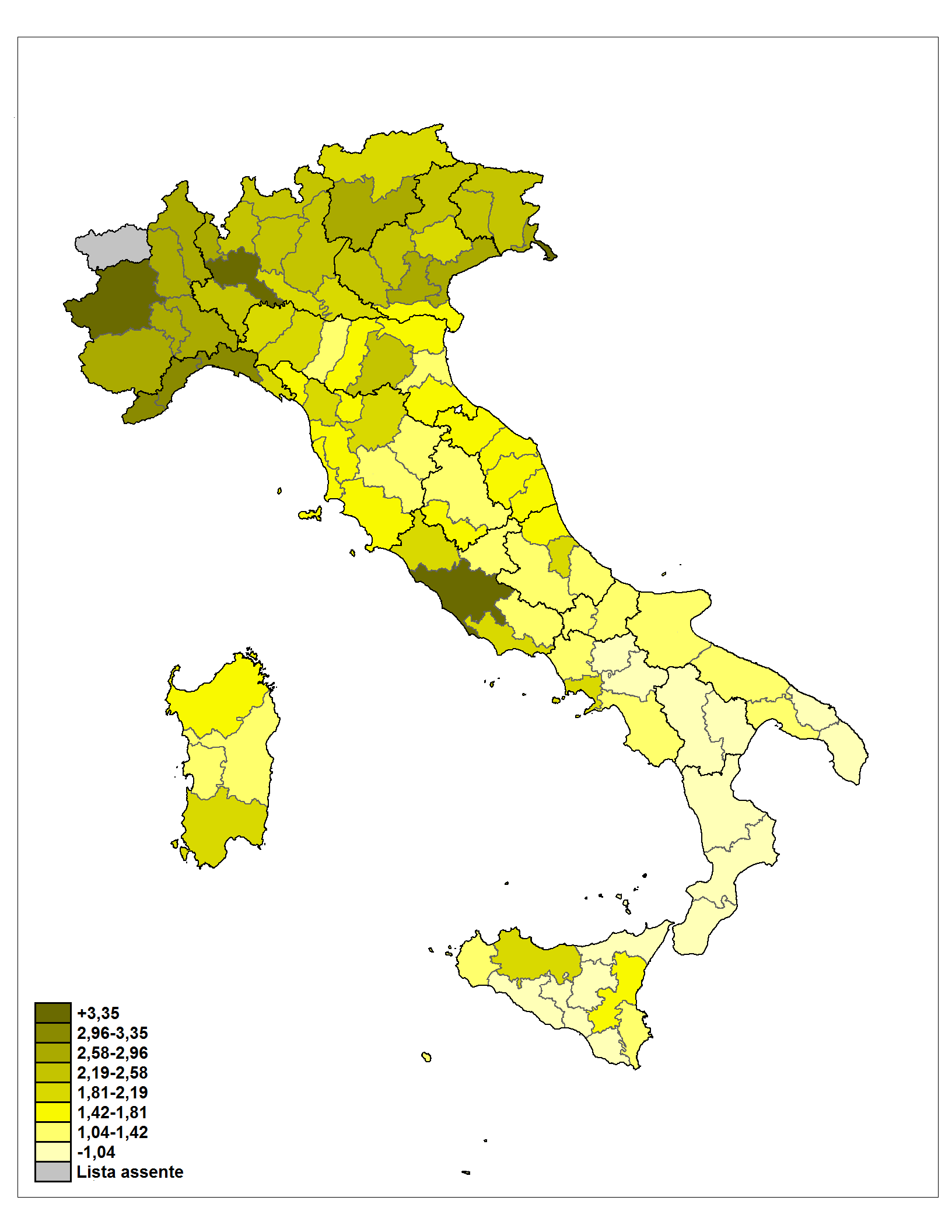
Partito Radicale.
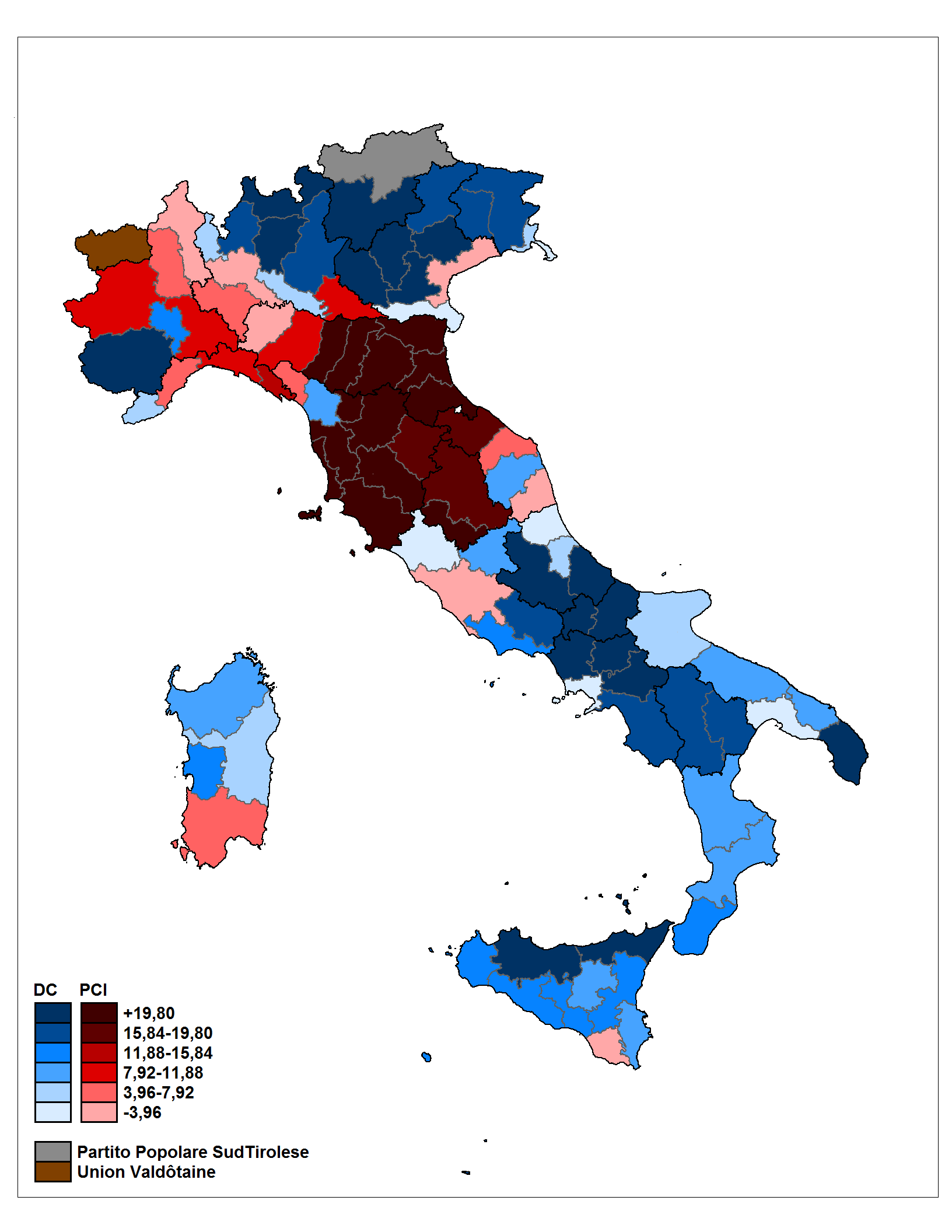
Distacco tra primo e secondo partito.

## Conseguenze del voto
I risultati delle elezioni videro un indebolimento della DC e un sostanziale rafforzamento di altri partiti come il PSI e il PRI. Il PCI rimase grossomodo costante, perdendo lo 0,49%.
La Direzione DC, riunita pochi giorni dopo per discutere delle conseguenze del voto, decise quindi di rinunciare ad una delle pregiudiziali della politica italiana (mai un socialista Presidente del Consiglio) perché non poteva rinunciare alla seconda (il PCI al governo), e dovette quindi accettare l'idea di formare un governo di coalizione presieduto dal segretario del PSI, Bettino Craxi, senza avere a disposizione una maggioranza di ricambio com'era stato coi governi di centro-sinistra precedenti. Fu così che il 21 luglio il Presidente della Repubblica Sandro Pertini affidò al segretario socialista Craxi l'incarico di formare un nuovo Governo, diventando il primo Presidente del Consiglio socialista dell'Italia repubblicana. Seguì quindi una fase politica piuttosto stabile che permise a Craxi di restare in carica per quasi tutta la legislatura.
Nel 1985 l'ex Presidente del Consiglio Francesco Cossiga (in quel momento Presidente del Senato) fu eletto Presidente della Repubblica al primo scrutinio con un'ampia maggioranza (752 voti), composta da tutti i partiti dell'«arco costituzionale».